# Moszad
A Moszad (héberül המוסד למודיעין ולתפקידים מיוחדים [HaMossad leModi'in v'leTafkidim Meyuhadim], Hírszerzés és Különleges Műveletek Intézete) Izrael nemzeti hírszerző titkosszolgálata. Megalapítása szorosan köthető a modern Izrael mint államszervezet megszületéséhez. A Moszad szó héberül intézetet jelent.
A Moszad az Amannal, a katonai hírszerzéssel és a Sin Béttel (Sin-Bet-Chaf - „Shabach”, héberül שרות בטחון כללי), a belbiztonsági szolgálattal együtt alkotja az Izraeli Hírszerző Közösséget.
A Moszad csak az izraeli miniszterelnöknek van alárendelve, csak tőle kell engedélyt kérnie műveleteihez, és a kormányfő még csak tájékoztatni sem köteles kormánya tagjait. Ez a CIA és az MI6 politikai-jogi státuszára hasonlít. Előbbi az amerikai elnöknek, utóbbi az Egyesült Királyság miniszterelnökének van alárendelve.

## Az alapítás
Már 1949-ben elkezdődött a későbbi szolgálat megszervezése, de ekkor még más néven regnált (Central Istitute for Coordination, Az Összehangolás Központi Intézete). 1951 márciusában Ben-Gúrión gyámkodásával szerveződik újjá a védelmi szervezet tel-avivi központtal és a korábbi hírszerző csoportok egybehangolásával.

## A szervezet felépítése, működése
Az 1951-es megalapítást követően a szervezet első vezetőjének a Zsidó Ügynökség Politikai Részlegének korábbi munkatársát, Reuben Silót nevezték ki, a következő esztendőben azonban már jó egy évtizedre Iszer Harel váltotta őt.
A Moszad belső felépítése teljességében mindmáig ismeretlen a külvilág számára. Mindezek ellenére akadtak, akadnak kísérletek, melyek a Moszad belső tagolódását kívánták feltérképezni.
Ezek szerint a szervezet két legfontosabb osztálya: a felderítési részleg és a műveletek gyakorlati megvalósítását végző részleg. A felderítések célja, hogy titkos jelentéseket készítsenek a világ különböző pontjain található célterületekről, célszemélyekről, majd döntsenek az ezekhez kapcsolódó végrehajtás mikéntjéről. szabotázsra, fedett merényletekre, félkatonai jellegű, célzott rajtaütésekre szakosodott a Mecadanak is nevezett csoport (később Komemiute), mely így hajtja végre a számára meghatározott feladatot.
A két alapvető feladatot ellátó osztály mellett szintén fontos részt képeznek a politikai akciókra, illetve a baráti ügynökségekkel fenntartott viszony ápolására hivatott részlegek. Utóbbi azokat az országokat is figyeli, amelyekkel Izraelnek szorosabb diplomáciai kapcsolata nincsen.
A LAP (Lohamah Psichologit) felel a pszichológiai hadviselésért, a propagandáért és a félrevezető hadműveletek előkészítéséért, mely alapvető fontosságú a titkosügynökök kilétének fedése szempontjából. Összesen egyébként 15 regionális ügynökcsoportot tartanak nyilván a világban, amelyek közül kiemelt szerepük van a közel-keleti, a kelet-európai, és más, a világ főbb központjaiban működő hírszerző csoportoknak. Látható tehát, hogy a Moszad - Izrael állam érdekében és védelmében - a világ egyik legszerteágazóbb struktúrájú szervezetét működteti.
A Moszad ügynöktartó tisztjeit kacáknak nevezik (terepen működő hírszerző tiszt), akik Izrael védelmében minél több információt igyekeznek szállítani. Az izraeli hadsereg tagjaihoz hasonlóan a kaca lehet nő és férfi is. Ők irányítják a bevethető ügynökök hálózatát, akik különböző egyéni érdekek alapján segítik az izraeli hírszerzés munkáját. Becslések szerint a Moszadnak ma kb. 35 000 ügynöke van szerte a világban, köztük 20 000 működő és 15 000 „alvó” ügynök.

## Célzott likvidálások
A Moszad egyik különlegessége a hírszerző szolgálatok között, hogy története során gyakran alkalmazta és a 21. században is folytatja a célzott likvidálások, azaz egyes ellenséges személyek megsemmisítésének gyakorlatát. Ennek ideológiai igazolását a Talmudban találták meg:
Ha valaki jön, hogy megöljön téged, emelkedj fel, és öld meg előbb.
Már Izrael Állam megalakulása előtt, a brit uralom ellen folytatott függetlenségi harcok idején két paramilitáris cionista csoport, az Irgun Zwai Leumi, amit Menáhém Begín  későbbi miniszterelnök vezetett, valamint a Stern-csoport is alkalmazott terrorista módszereket.
Dávid Ben-Gúrión, Izrael első miniszterelnöke a függetlenség 1948-as kivívása előtt még ellenezte a paramilitáris csoportok módszereit, de hivatalba lépése és a holokauszt teljes méreteinek megismerése után a célzott likvidálásokat a hivatalos állami politika titkos részévé tette. Egy kutató könyve szerint 2018-ig Izrael mintegy 2700 titkos likvidálást hajtott végre külföldön, valószínűleg többet, mint bármely más titkosszolgálat.
Golda Meir, Izrael 1969 és 1972 közötti miniszterelnöke megtiltotta a politikai gyilkosságokat Európában, de a müncheni olimpia során történt vérengzés után feloldotta ezt a tilalmat.  Az ezt követő izraeli megtorlás világszerte nagy visszhangot kapott, filmekben is feldolgozták. Az akciókban 1978-ban Norvégiában tévedésből egy ártatlan marokkói személyt is meggyilkoltak.
Izrael a Moszad révén számos palesztin vezetőt is célkeresztjébe vett, így Wadie Haddadot 1978-ban, Khalil al-Wazirt 1988-ban. Egyes utólagos értékelések szerint ezek és más merényletek – mint általában a terrorizmus – kontraproduktívnak bizonyultak, mivel a meggyilkoltak helyébe lépő vezetők elődeiknél is károsabb tevékenységet folytattak Izrael ellen.
Szakértők szerint Moszad a 2020-as években is folytatja az Izrael számára nagy fenyegetést jelentő iráni nukleáris program lelassítását célzó akcióit iráni tudósok és más vezetők likvidálására.

## A Moszad igazgatói
- Reuben Siló: 1951–1952
- Iszer Harel: 1952–1963
- Meir Amit: 1963–1968
- Cvi Zamir: 1968–1974
- Jichák Hofi: 1974–1982
- Nahum Admoni: 1982–1989
- Sábtáj Sávit: 1989–1996
- Dáni Játom: 1996–1998
- Efrájim Halevy: 1998–2002
- Meir Dagan: 2002–2011
- Tamir Pardo: 2011–2016
- Yossi Cohen: 2016–2021
- David Barnea: 2021–